# Oranje
Pour le navire appelé précédemment MS Oranje, voir Angelina Lauro.
Oranje est un village situé dans la commune néerlandaise de Midden-Drenthe, dans la province de Drenthe.
Le village est situé sur le Canal d'Oranje, auquel il a donné son nom.